# Batu Kucing (Pauh)
Batu Kucing is een bestuurslaag in het regentschap Sarolangun van de provincie Jambi, Indonesië. Batu Kucing telt 1175 inwoners (volkstelling 2010).